# Vallée d'Aoste Chambave Muscat flétri
Le Vallée d'Aoste Chambave Muscat flétri est un vin blanc liquoreux italien à base de raisins passerilé (version flétri) de la région autonome Vallée d'Aoste doté d'une appellation DOC depuis le 30 juillet 1985. Seuls ont droit à la DOC les vins récoltés à l'intérieur de l'aire de production définie par le décret. Les vignobles autorisés se situent en Vallée d'Aoste dans les communes de Chambave, Châtillon, Pontey, Saint-Denis, Saint-Vincent et Verrayes.

## Caractéristiques organoleptiques
- couleur : blanc paille brillant aux reflets dorés
- odeur : intense, aromatique, musqué avec des notes de fleur et de miel, rappelant la confiture
- saveur : doux, plein, aromatique, légèrement amer.

Le Vallée d'Aoste Chambave Muscat flétri se déguste à une température de 6 à 8 °C et il se gardera  1 – 3 ans.

## Production
Province, saison, volume en hectolitres :
- pas de données disponibles